# Salinenstraße (Bad Dürkheim)

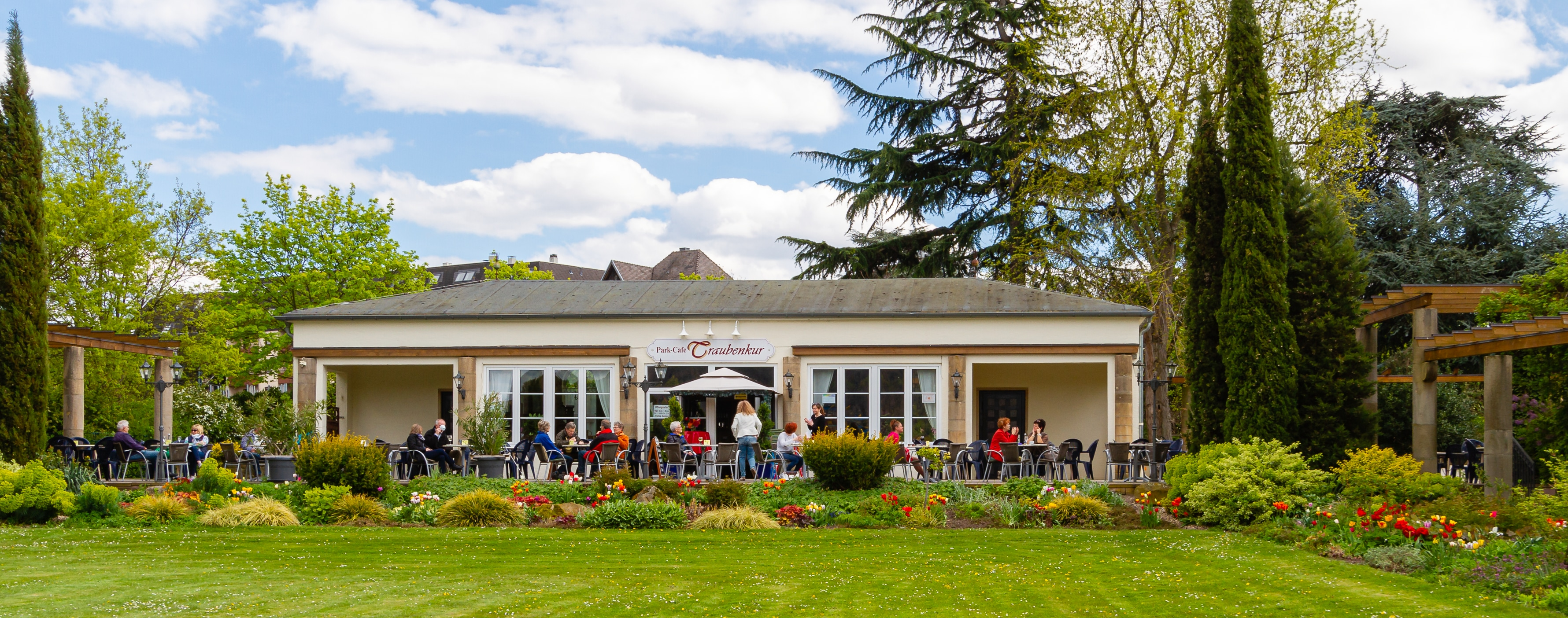
Park-Café „Traubenkur“ in der Salinenstraße 7

Die Salinenstraße ist eine Innerortsstraße innerhalb von Bad Dürkheim.

## Lage
Die Straße befindet sich im Norden der Stadt Bad Dürkheim. Im Westen beginnt sie am südöstlichen Ende des Kurparks als Sackgasse; ein kurzer Weg in südwestlicher Richtung stellt eine Verbindung zur Mannheimer Straße her. Sie führt zunächst in die südöstliche Richtung. Zwischen dem Triftweg und der Gutleutstraße ist sie als Einbahnstraße geführt und darf dort lediglich in die westliche Richtung befahren werden. Unmittelbar südlich erstreckt sich die Weinlage Bad Dürkheimer Abtsfronhof.
Auf Höhe des Abzweigs der Dr.-Kaufmann-Straße zweigt sie nach Südsüdosten ab. Danach zweigt eine Seitenstraße ab, die ebenfalls Teil der Salinenstraße ist. Kurze Zeit später macht sie erneut einen Knick, dieses Mal nach Osten, wo sie kurze Zeit später in die Chemnitzer Straße mündet. Auf Höhe des Wellsring zweigt eine Seitenstraße ab, die ebenfalls der Salinenstraße zugeordnet ist, zu der jedoch von der „Salinenstraße“ im engeren Sinne keine direkte Verbindung existiert.

## Geschichte
Die Straße verdankt ihrem Namen dem sich unmittelbar nördlich von ihr befindlichen Gradierwerk, das alternativ als „Saline“ bezeichnet wird.

## Bauwerke
Innerhalb der Salinenstraße befinden sich die Parkklinik Bad Dürkheim und die Fronmühle. Das Gebäude mit der Hausnummer sieben ist Teil der Denkmalzone Kurparkerweiterung.

## Verkehr
In ihrem östlichen Bereich befindet sich die Bushaltestelle Salinenstraße, die von den Buslinien 453 und 487 angefahren wird.